# Cuora trifasciata
Espèce
Synonymes
- Sternothaerus trifasciatus Bell, 1825
- Cuora cyclornata cyclornata 
Blanck, McCord & Le Minh, 2006
- Cuora cyclornata meieri 
Blanck, McCord & Le Minh, 2006

Statut de conservation UICN

 CR A1d+2d : 
En danger critique
Statut CITES
Cuora trifasciata ou Tortue-boîte chinoise à trois rayures est une espèce de tortues de la famille des Geoemydidae. Cette espèce est aujourd'hui proche de l'extinction.

## Répartition
Cette espèce se rencontre seulement dans quelques endroits en Chine dans les provinces du Fujian, du Guangdong, du Guangxi, du Hainan et à Hong Kong, au Viêt Nam et au Laos.

## Description
Elle est plutôt aquatique, aux couleurs jaune et marron, avec des striures sur la dossière. Elle est en cours de disparition dans la nature.

## Alimentation
La tortue-boîte chinoise à trois rayures mange de petits animaux aquatiques vivants et des charognes.

## Menaces et conservation
L'Union internationale pour la conservation de la nature classe l'espèce en catégorie CR (en danger critique) dans la liste rouge des espèces menacées. 
La cuora trifasciata est très appréciée pour ses effets thérapeutiques supposés ou comme animal de compagnie, ce qui a pour conséquence le déclin de 95 % du nombre d'individus de cette espèce en à peine 65 ans.
On l'appelle souvent la « tortue en or » pour le prix très élevé qu'elle peut atteindre dans le commerce illégal.

## Publication originale
- Bell, 1825 : A monograph of the tortoises having a moveable sternum, with remarks on their arrangement and affinities. Zoological Journal London, vol. 2, p. 299-310 (texte intégral).